# Wacław Gutakowski
Wacław Gutakowski herbu Gutak (ur. 7 marca 1790 w Górze, zm. 27 września 1882 w Kopaszewie) – polski hrabia, oficer armii napoleońskiej, adiutant cara Aleksandra I, koniuszy dworu królewskiego Mikołaja I Romanowa w 1830 roku.
Jego żoną była Józefa z Grudzińskich, siostra Joanny oraz Antoniny (żony generała Dezyderego Chłapowskiego). Wacław Gutakowski był również właścicielem ziemskim; należał do niego między innymi majątek Dłutów, czy dobra pocysterskie w Lądzie.
Odznaczony Krzyżem Kawalerskim Orderu Virtuti Militari.
Pochowany został na rąbińskim cmentarzu przy kościele Świętych Apostołów Piotra i Pawła.

## Rodzina
| 4. Ludwik Szymon Gutakowski(Prezes Rady Ministrów Księstwa Warszawskiego) |  |                                |  |  |                             |
|                                                                           |  | 2. Wacław Gutakowski           |  |  |                             |
| 5. Teresa z Sobolewskich                                                  |  |                                |  |  |                             |
|                                                                           |  |                                |  |  | 1. Ludwik Ryll(zamachowiec) |
| 6.                                                                        |  |                                |  |  |                             |
|                                                                           |  | 3. Barbara (żona Filipa Rylla) |  |  |                             |
| 7.                                                                        |  |                                |  |  |                             |
|                                                                           |  |                                |  |  |                             |